# Poa trivialis ssp. trivialis
Poa trivialis ssp. trivialis là một phân loài cỏ trong họ hòa thảo, thuộc chi poa.